# Paul Hegarty
Paul Hegarty (Edimburgo, 27 luglio 1954) è un allenatore di calcio ed ex calciatore scozzese, di ruolo difensore.

## Carriera
Nel 1979 venne nominato Giocatore dell'anno della SPFA. Con il Dundee United vinse un campionato scozzese (1983) e 2 Coppe di lega scozzesi (1980, 1981): venne inserito nella hall of fame degli Arabs nel 2008.

## Palmarès

### Giocatore

#### Club
- Campionato scozzese: 1

Dundee United: 1982-1983
- Coppa di Lega scozzese: 2

Dundee united: 1979-1980, 1980-1981

#### Individuale
- Giocatore dell'anno della SPFA: 1

1979